# Nortrup
Nortrup (von 1852 bis 1972 Nortrup-Loxten) ist eine Mitgliedsgemeinde der Samtgemeinde Artland im Norden des Landkreises Osnabrück in Niedersachsen und liegt im Artland als Teil des Erholungsgebiets Hasetal.

## Geographie und Klima

### Gemeindegliederung
Nortrup besteht aus den Orten Nortrup und Suttrup, welche 1972 zusammengeschlossen wurden. Beide Orte gehörten bis zum 30. Juni 1972 dem Landkreis Bersenbrück an. Bereits 1852 wurde Nortrup mit Loxten zusammengeschlossen, dessen südliche Hälfte 1972 als Loxter Ort nach Ankum umgegliedert wurde.

### Klima
In Nortrup herrscht ein durch feuchte Nordwestwinde von der Nordsee beeinflusstes gemäßigtes Seeklima mit milden Wintern, warmen Sommern und ganzjährig gleichmäßig verteilten, mäßigen Niederschlägen. Die Sommer sind häufig trocken und sonnig, während im Winter gelegentlich Schnee fällt.
Im Jahre 2023 betrug die durchschnittliche Temperatur 11,2 °C. Sie ist tendenziell steigend. Sie betrug in den letzten zehn Jahren durchschnittlich 10,6 °C und in den letzten 100 Jahren waren es durchschnittlich 9,2 °C.
Zwischen Mai und August kann mit durchschnittlich 20–25 Sommertagen (klimatologische Bezeichnung für Tage, an denen die Maximaltemperatur 25 °C übersteigt) gerechnet werden.
Es gibt je nach Messmethode und Definition durchschnittlich etwa 1627–2275 Sonnenstunden pro Jahr.
Es fällt jährlich ca. 700 mm Niederschlag.

### Verkehr
Es gab einen Bahnhof in Nortrup an der Eisenbahnstrecke Quakenbrück – Fürstenau – Rheine.
Derzeit verkehren im Taktverkehr Busse der Verkehrsgemeinschaft Osnabrück nach Quakenbrück und Fürstenau.

## Geschichte
Nortrup wurde erstmals im Jahr 1169 als „Norttorpe“ urkundlich erwähnt. Vier Familien bildeten mit ihren Höfen die erste Reihensiedlung, weitere folgten. In der zweiten Hälfte des 15. Jahrhunderts errichtete die Adelsfamilie von Dinklage einen Wohnsitz; das Gut Loxten gelangte 1682 durch Verkauf in den Besitz der Familie von Hammerstein, die es noch heute bewohnt. Durch den Bau der Eisenbahnlinie Quakenbrück – Rheine in den 1870er Jahren und der damit einhergehenden Industrialisierung entwickelte sich Nortrup von einer bäuerlichen zu einer modernen, ländlichen Gemeinde. Zahlreiche typische Artländer Fachwerkhäuser, aber auch das idyllisch gelegene Wasserschloss Loxten erinnern an die Vergangenheit.
Von 1852 bis 1972 trug die Gemeinde den Namen Nortrup-Loxten. Nortrup gehörte territorial bis 1802 zum Amt Fürstenau des Hochstifts Osnabrück (danach bis 1806 Fürstentum Osnabrück, in Personalunion von Hannover regiert). Nach Auflösung des Alten Reichs fiel es an den französischen Vasallenstaat Königreich Westphalen (Département Weser), der 1811 von Frankreich annektiert wurde. Bis 1814 gehörte Nortrup zum Département Ober-Ems (Ems-Supérieur) des französischen Kaiserreichs. Nach der französischen Besetzung kam Nortrup infolge des Wiener Kongress an das Königreich Hannover. Mit der Niederlage des Königreichs Hannover von 1866 wurde es Teil der preußischen Provinz Hannover. Nach dem Zweiten Weltkrieg lag es in der Britischen Besatzungszone, wo 1946 aus den Gebieten der preußischen Provinz Hannover das gleichnamige Land geschaffen wurde. Nur wenige Monate später ging es im neugegründeten Bundesland Niedersachsen durch Fusion mit mehreren kleinen Freistaaten auf.

### Religion
Die Bevölkerung Nortrups konvertierte im Zuge der Reformation und des Wirkens des Quakenbrückers Hermann Bonnus überwiegend zum evangelisch-lutherischen Glauben; es entwickelte sich im 16. Jahrhundert im Artland eine evangelische Diaspora, die von Gebieten mit katholischer Bevölkerung umgeben war. Nach der Gegenreformation wuchs jedoch der Anteil der katholischen Bevölkerung in Nortrup wieder deutlich an; das Wirken Vitus Büschers zeitigte hauptsächlich in der Stadt Quakenbrück und weniger in der bäuerlichen Umgebung mit seinen kleinen Kirchspielen Erfolg. 1855 bekannten sich von den damals 869 Einwohnern Nortrups 496 wieder zum katholischen Glauben.
Als Kapellengemeinde mit ihrer am 21. Juni 1855, dem Gedenktag des heiligen Aloisius von Gonzaga, eingeweihten St. Aloysius-Kapelle gehörte Nortrup bis 1908 zu Ankum. Am 25. März 1908 unterzeichnete der Osnabrücker Bischof Hubertus Voss die Errichtungsurkunde für die katholische Pfarrgemeinde St. Aloysius in Nortrup und ernannte die Kapellengemeinde zu einer eigenen Pfarrei. Die heute Kirche wurde 1915 eingeweiht.
Die Dominanz der katholischen Bevölkerung schwächte sich in den letzten Jahrzehnten durch den zahlenmäßig großen Zuzug deutscher Spätaussiedlern aus der ehemaligen Sowjetunion ab, die in der überwiegenden Mehrheit evangelisch-lutherischer Konfession sind. Hinzu kommt weiterhin eine größere Anzahl baptistischer Aussiedler, die von der Gemeinde indes zahlenmäßig nicht erfasst werden.
Im Ortsteil Loxten steht die lutherische Dorotheenkirche.

### Einwohnerentwicklung

Bevölkerungsentwicklung in Nortrup seit 1987

Die folgende Übersicht zeigt die Einwohnerzahlen von Nortrup im jeweiligen Gebietsstand und jeweils am 31. Dezember.
Bei den Zahlen handelt es sich um Fortschreibungen des Landesbetriebs für Statistik und Kommunikationstechnologie Niedersachsen auf der Basis der Volkszählung vom 25. Mai 1987.
Bei den Angaben aus den Jahren 1961 (6. Juni) und 1970 (27. Mai) handelt es sich jeweils um die Volkszählungsergebnisse.
| Jahr | Einwohner |
| ---- | --------- |
| 1961 | 2061      |
| 1970 | 2145      |
| 1987 | 2393      |
| 1990 | 2477      |
| 1995 | 2708      |
| 2000 | 2883      |
| 2005 | 3026      |
| 2010 | 2955      |
| 2011 | 2942      |
| 2015 | 2960      |
| 2017 | 2963      |
| 2018 | 2961      |

## Politik

### Gemeinderat
Der Gemeinderat hat gegenwärtig 13 Mitglieder. Dies ist die festgelegte Anzahl für eine Mitgliedsgemeinde einer Samtgemeinde mit einer Einwohnerzahl zwischen 2.001 und 3.000 Einwohnern. Die Ratsmitglieder werden durch eine Kommunalwahl für jeweils fünf Jahre gewählt. Die aktuelle Amtszeit begann am 1. November 2021 und endet am 31. Oktober 2026.
Die folgende Tabelle zeigt die Kommunalwahlergebnisse seit 1996.
| 2021–2026 | 49,9 | 8 | 36,2 | 5 | 8,5 | 1 | 5,4 | 1 | —   | — | 100 | 13 | 62,28 |
| 2016–2021 | 40,5 | 5 | 43,9 | 6 | 8,2 | 1 | 3,7 | 1 | 3,8 | 0 | 100 | 13 | 64,51 |
| 2011–2016 | 48,6 | 6 | 39,0 | 5 | 5,8 | 1 | 4,1 | 1 | 2,5 | 0 | 100 | 13 | 62,4  |
| 2006–2011 | 59,4 | 9 | 33,3 | 5 | 1,9 | 0 | 5,4 | 1 | —   | — | 100 | 15 | 65,4  |
| 2001–2006 | 61,4 | 8 | 28,9 | 4 | 2,0 | 0 | 7,7 | 1 | —   | — | 100 | 13 | 69,6  |
| 1996–2001 | 55,9 | 8 | 34,3 | 5 | 4,4 | 0 | 5,4 | 0 | —   | — | 100 | 13 | 75,0  |
| Prozentanteile gerundet. Quellen: Landesbetrieb für Statistik und Kommunikationstechnologie Niedersachsen, Landkreis Osnabrück Bei unterschiedlichen Angaben in den genannten Quellen wurden die Daten des Landesbetriebes für Statistik und Kommunikationstechnologie verwendet, da diese eine insgesamt höhere Plausibilität aufweisen. |      |   |      |   |     |   |     |   |     |   |     |    |       |

### Bürgermeister
- Seit 2021 Thomas Hartsch (CDU)

- 2016–2021 Karl-Heinz Budke (SPD)[12]
- 1993–2016 Leonhard Renze (CDU)[13]
- 1981–1993 Reinhold Giesecke (CDU)[14]
- 1976–1981 Fritz Blome (CDU)[15][16]
- 1972–1976 Hermann Ermeling (SPD)

### Gemeindepartnerschaften
Es besteht eine Partnerschaft der Gemeinde Nortrup mit der Gmina Świątki (Gemeinde Heiligenthal)  in der Woiwodschaft Ermland-Masuren in Polen.

## Kultur und Sehenswürdigkeiten

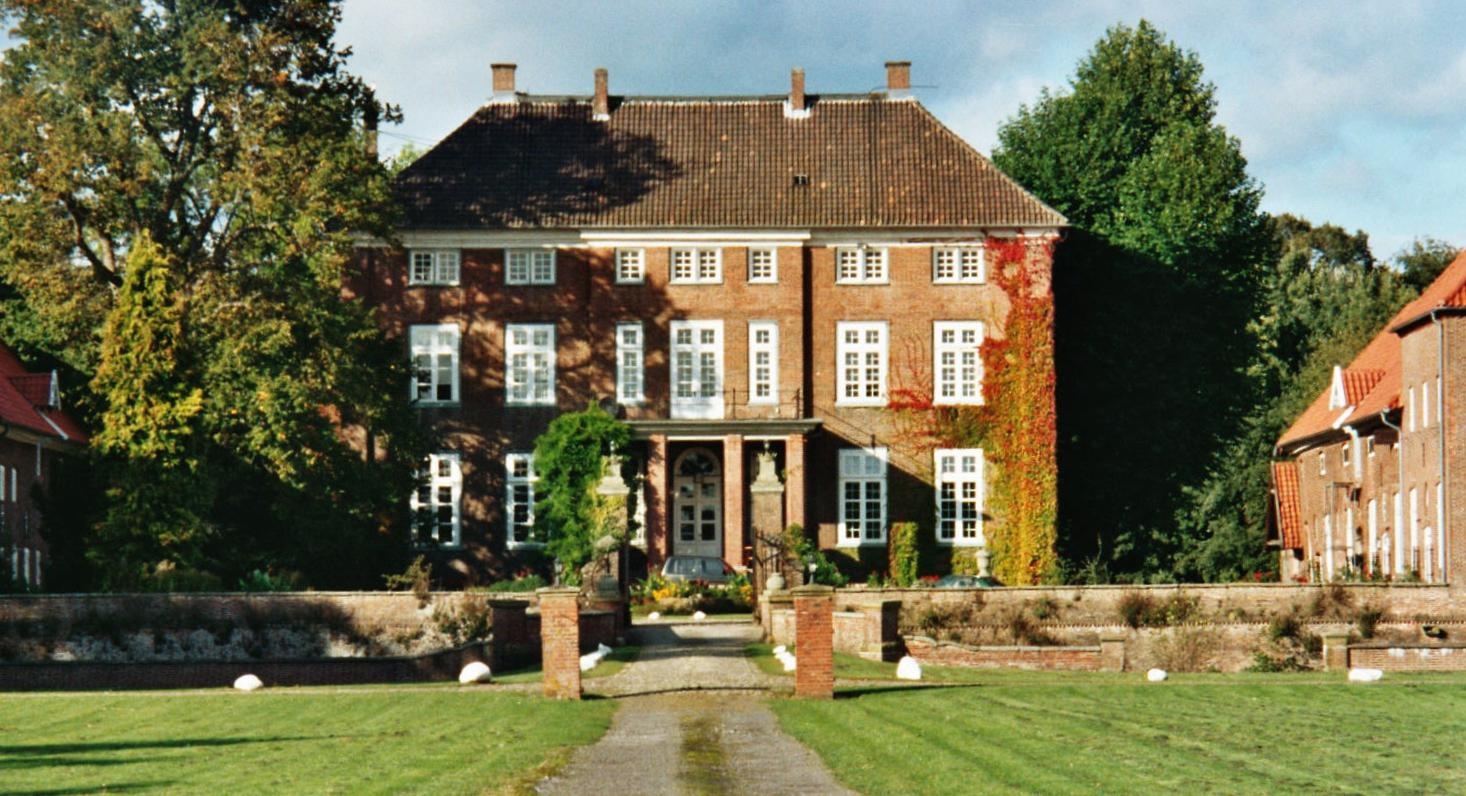
Gut Loxten

siehe auch: Liste der Baudenkmale in Nortrup
Die Sehenswürdigkeiten Nortrups sind über die Ferienstraße Artland-Route erreichbar.

### Bauwerke
- Wasserschloss Gut Loxten, Mitte 16. Jahrhundert, Niederländischer Klassizismus, Privatbesitz der Familie Hammerstein-Loxten
- römisch-katholische Pfarrkirche St. Aloysius
- Dorotheen-Kirche in Nortrup-Loxten (1859/69), nach Plänen von Conrad Wilhelm Hase

### Ansässige Unternehmen
Nortrup ist durch seine verkehrsgünstige Lage und die günstigen Niederlassungsbedingungen Standort einer Reihe von Unternehmen mit insgesamt mehr als 1000 Arbeitsplätzen, unter anderem die Delkeskamp Verpackungswerke und einer Fleischwarenfabrik der InFamily Foods (ehem. Kemper Wurstwaren).

### Sehenswürdigkeiten
Auf dem Firmengelände der Fleischwarenfabrik der InFamily Foods (ehem. Kemper) wurde im September 2017 der letzte Zug der stillgelegten Transrapid-Versuchsanlage Emsland, der Transrapid 09 (TR09), aufgestellt. Der Ingenieur und Erfinder der Magnetschwebebahn Hermann Kemper entstammte der Nortruper Unternehmerfamilie.

## Söhne und Töchter der Gemeinde
- Ernst von Hammerstein-Loxten  (* 2. Oktober 1827; † 5. Juni 1914), preußischer Landwirtschaftsminister
- Ludwig von Hammerstein-Loxten (* 21. September 1839; † 25. August 1927), preußischer General
- Rudolf von Hammerstein (* 30. September 1735; † 4. Oktober 1811), hannoveranischer Generalleutnant
- Hermann Kemper (* 5. April 1892; † 13. Juli 1977), Ingenieur und Erfinder der Magnetschwebebahn